# Ekstaza św. Franciszka (obraz El Greca z 1603)
Ekstaza św. Franciszka – obrazy autorstwa hiszpańskiego malarza pochodzenia greckiego Dominikosa Theotokopulosa, znanego jako El Greco.
El Greco wielokrotnie malował św. Franciszka. Przedstawiał go w różnych pozach ekstazy, niemal zawsze z nieodłącznym artefaktem: trupią czaszką lub krucyfiksem. Po raz pierwszy po temat sięgnął jeszcze podczas swojego pobytu w Rzymie, tuż przed wyjazdem do Hiszpanii; przez całe życie z jego warsztatów wyszło ponad sto różnych wersji przedstawiających Franciszka, z czego dwadzieścia pięć zostało wykonanych ręką mistrza. Według Harolda Wetheya samej wersji Franciszka pogrążonego w modlitwie z Bilbao jest siedemnaście. Ze wszystkich wizerunków Franciszka emanuje duchowość i ascetyzm świętego. Wizerunek świętego Franciszka ujętego z profilu na ciemnym tle i z martwą naturą na którą składa się brewiarz, krucyfiks i czaszka, jest nową propozycją El Greca w ukazaniu franciszkańskiego mistycyzmu.

## Opis obrazów
Tak jak powstałe w tym samym okresie mniejsze wersje świętego Franciszka w ekstazie, tak i te były przeznaczone dla prywatnych odbiorców. El Greco tworząc tak wiele wersji, nie zmieniał kompozycji a jedynie pozy świętego; jego układ rąk czy kierunek spojrzenia. Najczęściej łączył różne koncepcje tworząc nowe wersje; tutaj Franciszek ma identyczny układ rąk jak w wersji ze Świętego Franciszka medytującego, ale pozycja głowy i kierunek spojrzenia są podobne do wersji z 1590 (Święty Franciszek otrzymujący stygmaty).
Wersja z Tokio została sprzedana w grudniu 2012 roku za kwotę 163.250 funtów. Obraz do 1962 roku był uznawany za dzieło El Greca, jednakże Harold Wethey zakwestionował atrybucje i nie umieścił go w swoim katalogu. Jego wątpliwości potwierdzili historycy z muzeum Prado. Istnieją natomiast dwie bardzo podobne wersje, co do których nie ma wątpliwości (wymienią je zgodnie Wethey, Gudiol i Cossío), iż wyszły spod ręki mistrza lub powstały w jego pracowni. Różnicą rzucającą się w oczy jest umieszczenie przed Franciszkiem dwóch jego atrybutów: ludzkiej czaszki i opartego o nią krucyfiksu, który wcześniej objawiał się na obłoku.

## Inne wersje
- Ekstaza św. Franciszka – ok. (1597-1603), 50 × 40 cm, kol. Fernandez Aroaz, Madryt (autorstwo: El Greco i pracowania)
- Ekstaza św. Franciszka – ok. (1597-1603), 100 × 89 cm, kol. Blanco Solder, Madryt (obraz sygnowany:domènikos theotokópoulos epoíei)